# KNH Moravská Slavia Brno
KNH Moravská Slavia Brno je brněnský klub národní házené, který se účastní 2. ligy. Založen byl v roce 1919. Do 2. ligy postoupil v roce 2009, když vyhrál oblastní přebor. Své domácí zápasy klub hraje na hřišti na Horní ulici ve Štýřicích. Tým používá červenobíle sešívané dresy s modrou hvězdou. V sezóně 2009/10 klub skončil na 8. místě.
Rezervní B-tým v ročníku 2010/2011 hrál Jihomoravský oblastní přebor (po 1. a 2. lize 3. nejvyšší soutěž v ČR).
V klubu působí i družstvo žen. V sezoně 2014/2015 skončily v Jihomoravském oblastním přeboru na 2. místě.

## Největší úspěchy
- Kategorie dospělých
  - Mistr Československa 1930

- Mládež
  - vítěz Poháru ČR - dorostenci 2008
  - V roce 2014 vyhráli mladší žáci pohár ČR v severočeském Mostu